# Ogba-Egbema-Ndoni
Ogba-Egbema-Ndoni es una localidad del estado de Rivers, en Nigeria, con una población estimada en marzo de 2016 de 398 000 habitantes.
Se encuentra ubicada al sur del país, en la zona del delta del Níger, junto a la costa del golfo de Guinea.